# Aszt (dystrykt)

Lokalizacja Aszt

Aszt (tadż. Ноҳияи Ашт, pers. ناحیۀ اشت) – najbardziej na północ wysunięty dystrykt wilajetu sogdyjskiego w Tadżykistanie. Na północy, wschodzie i południu graniczy z Uzbekistanem. Jego stolicą jest Aszt.

## Podział administracyjny
Dysktrykt Aszt dzieli się na osiem dżamoatów (tadż. ҷамоат):
- Aszt
- Oriyon
- Iftikhor
- Szodoba
- Oszoba
- Pongoz
- Punuk
- Szajdon